# GR-221

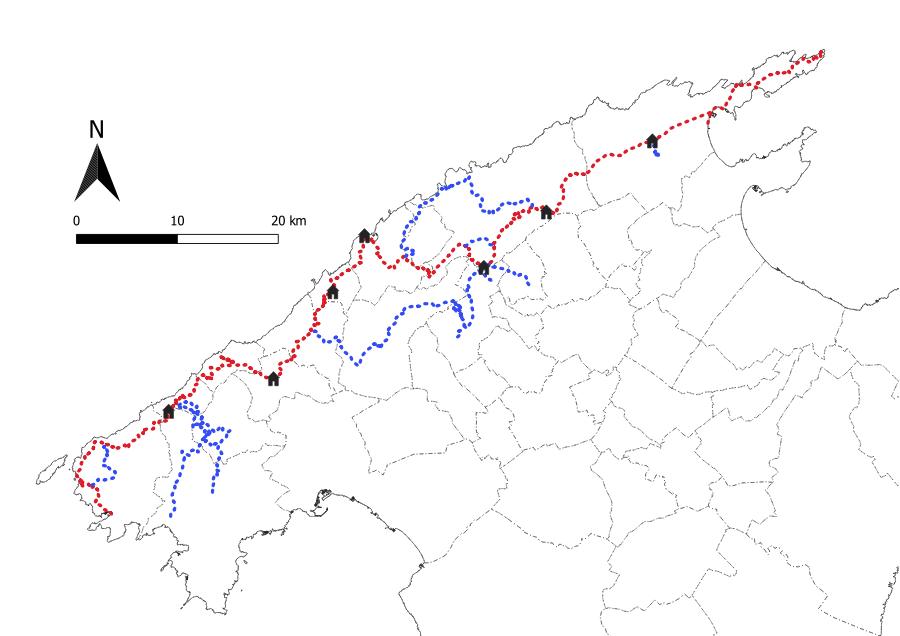
Recorrido principal de la ruta y variantes

El GR-221 o Ruta de la Pedra en Sec (del mallorquín: «Ruta de la piedra en seco») es un sendero de gran recorrido que atraviesa longitudinalmente la Sierra de Tramuntana, en Mallorca, desde el Puerto de Andrach en el suroeste hasta el cabo Formentor en el noreste. A fecha de 2021, cuenta con varios tramos señalizados y otros aún no finalizados, y cuenta con diversas variantes. Se prevé que una vez completada pase por los núcleos urbanos de Puerto de Andrach, San Telmo, Estellenchs, Bañalbufar, Esporlas, Valldemosa, Deyá, Sóller, Biniaraix, Lluc y Pollensa, y que gracias a las variantes enlace con  Galilea, Calviá, S'Arracó, Alaró, Buñola, Fornaluch, Orient y Mancor del Valle.

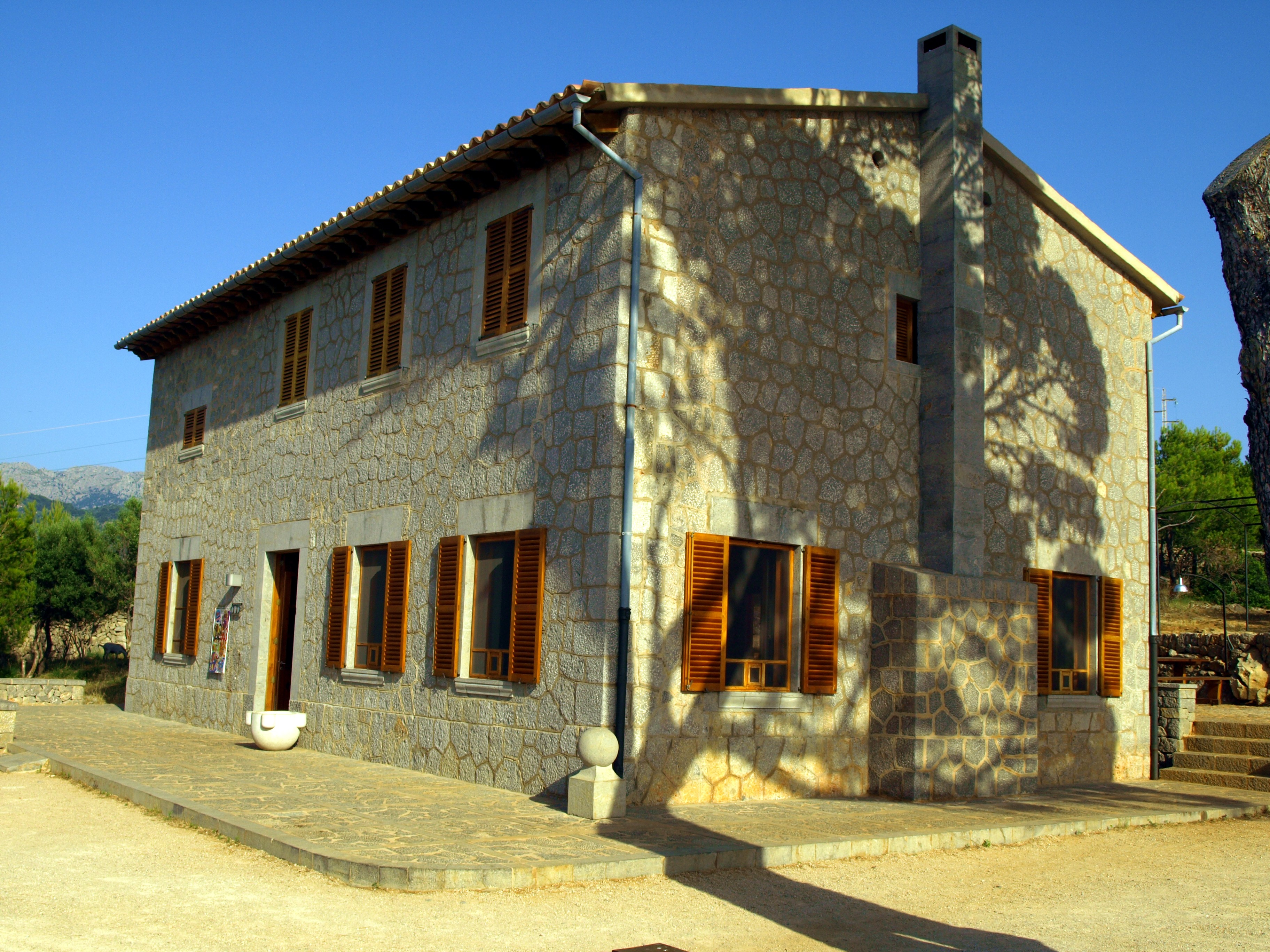
Refugi de Muleta, junto al puerto de Sóller, final de la cuarta etapa

Transcurre por caminos públicos de titularitad municipal, del Consejo Insular de Mallorca, o que discurren por fincas públicas de la sierra, además de que se prevé la adquisición de los tramos necesarios para su finalización.
El GR-221 fue el primer sendero de gran recorrido proyectado en Islas Baleares, por impulso del Consejo Insular de Mallorca, que lo presentó el año 1996, aprobó el proyecto en 1999. El Plan Territorial de Mallorca de 2005 preveía la elaboración de un plan especial, que finalmente se aprobó el 17 de junio de 2015, para especificar el trazado definitivo, detallar los usos permitidos y la normativa aplicada.
El GR-221 recibe el sobrenombre de Ruta de la Pedra en Sec a causa de la gran cantidad de construcciones, incluidos algunos tramos del propio camino, construidos con la técnica de la piedra seca que se pueden encontrar a lo largo del recorrido: muros y paredes, terrazas, barracas, pozos de nieve, restos de carboneras, etc., construcciones que además están relacionadas con la declaración del paisaje cultural de la Sierra de Tramuntana como Patrimonio de la Humanidad en 2011.

## Recorrido

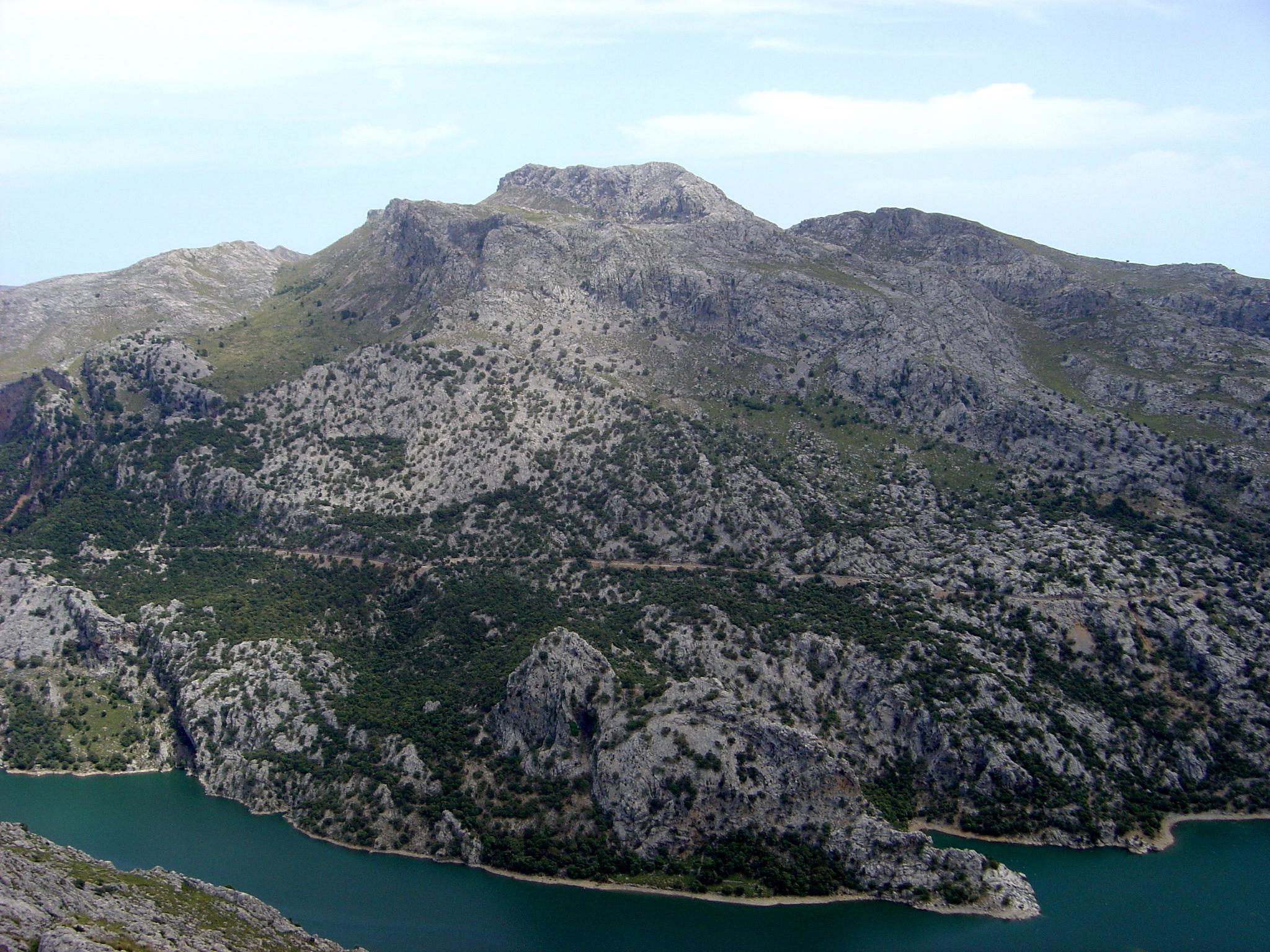
El macizo de Masanella, que se atraviesa

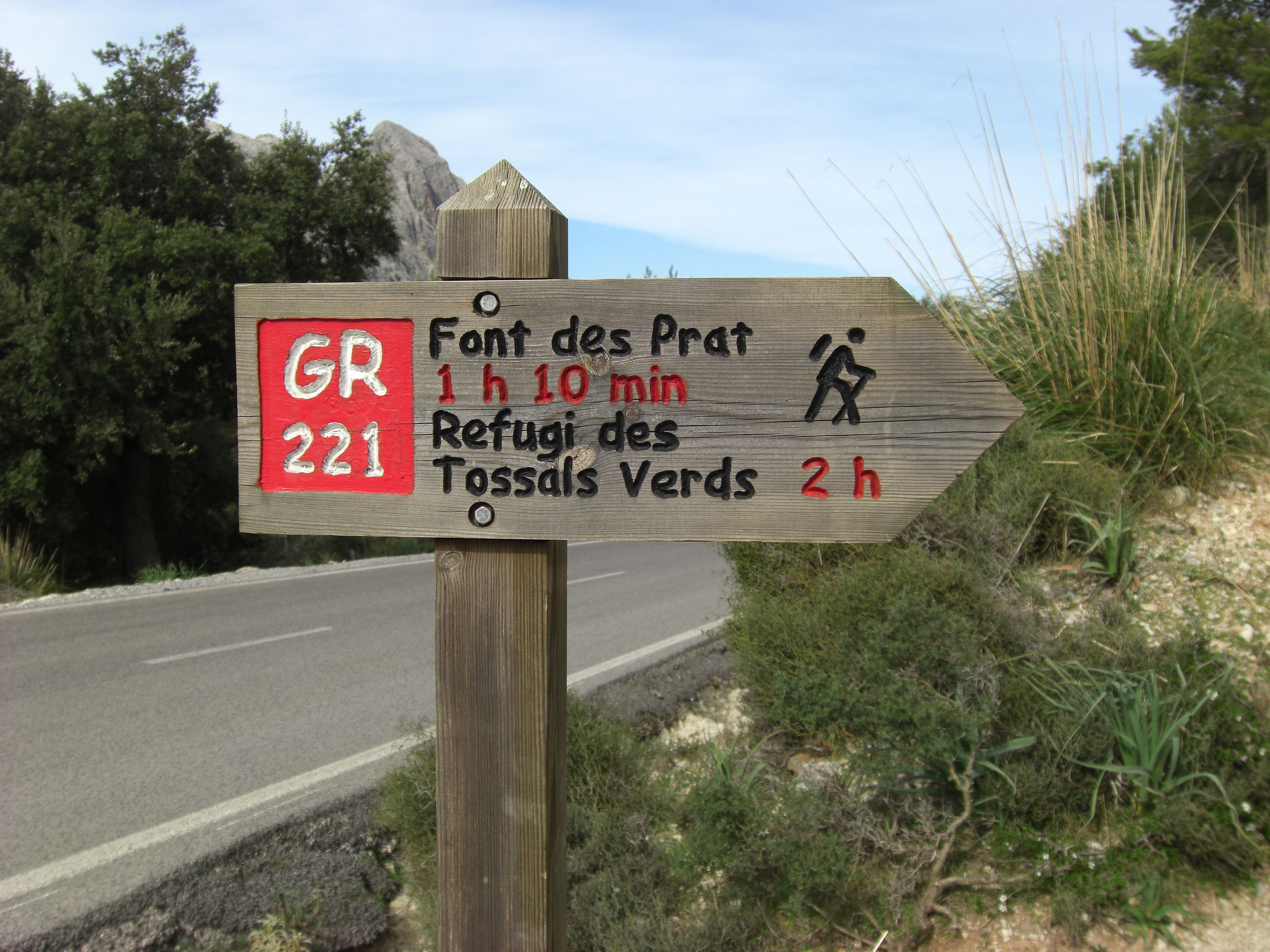
Señal indicando el tiempo restante estimado

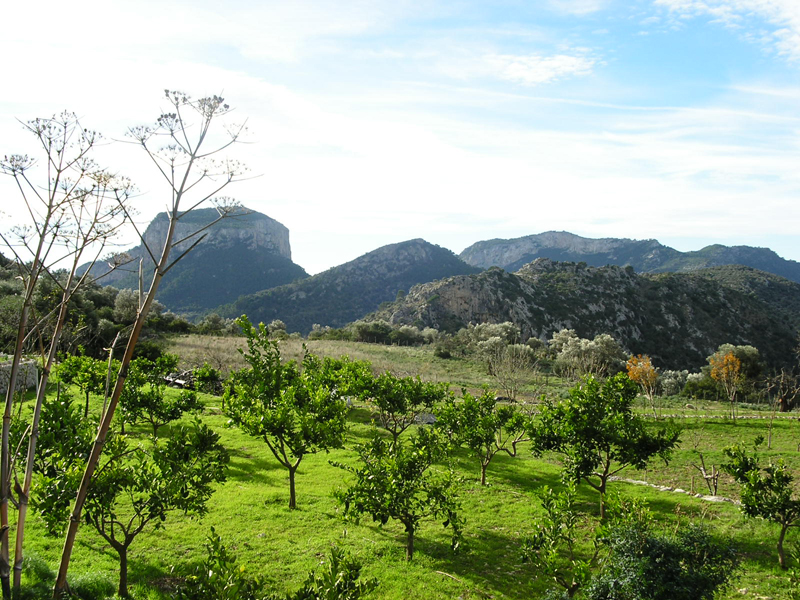
Vista desde el refugio de Tossals Verds

Cuando se complete el recorrido, contará con 301 km de longitud, de los cuales a fecha de 2020 ya hay 168,4 km abiertos y señalizados. El itinerario principal enlaza el Puerto de Andrach con el Puerto de Pollensa. También están señalizadas las variantes entre S'Arracó y el puerto de sa Gramola, entre Capdellá y Estellenchs, entre Calviá y Puigpuñent, entre Tossals Verds y Orient, entre Raixa y Can Penasso, entre Binibassí y Cala Tuent, entre Font des Noguer y Tossals Verds por el Paso Llis y también la subida al Puig de Maria desde Pollensa.
De acuerdo con el plan especial aprobado, la Ruta de Pedra en Sec consta de las siguientes etapas:
- Etapa 1: Puerto de Andrach (Andrach) - Coma d'en Vidal (Estellenchs).
- Etapa 2: Coma d'en Vidal (Estellenchs) - Esporlas.
- Etapa 3: Esporlas - Can Boi (Deyá).
- Etapa 4: Can Boi  (Deyá) - refugi de Muleta (Puerto de Sóller).
- Etapa 5: Refugi de Muleta  (Puerto de Sóller) - Refugi de Tossals Verds (Escorca).
- Etapa 6: Refugi de Tossals Verds  (Escorca) - Refugi de Son Amer (Escorca).
- Etapa 7: Refugi de Son Amer (Escorca) - Refugi del Pont Romà (Pollensa).
- Etapa 8: Refugi del Pont Romà (Pollensa) - Cap de Formentor (Pollensa).

Y las siguientes extensiones y variantes:
- Variante A: S'Arracó (Andrach)
- Variante B: Galazón (Calviá)
- Variante C: Calviá
- Variante D: Castillo de Alaró (Alaró)
- Variante E: Sa Costera
- Variante F: Pas Llis
- Variante G: Mancor del Valle
- Variante H: Puig de Maria (Pollensa)

## Refugios
El proyecto plantea asimismo una red de refugios, de tal manera que exista uno al final de cada etapa. Ordenados desde Andrach a Pollensa:
- Coma d'en Vidal (Estellenchs), casas rústicas de montaña, adquiridas en 2002 gracias a las ecotasas turísticas y cedidas por el gobierno balear al Consejo Insular de Mallorca para su incorporación al proyecto.[5] Inaugurado en 2016.[6]
- Bañalbufar-Esporlas, aún sin ubicación (2011).
- Can Boi (Deyá), antigua casa urbana de Deiá con almazara; adquirida en 2001, renovada desde 2002 e inaugurada como refugio en junio de 2006.[7]
- Muleta (Sóller), antigua estación telegráfica edificada en 1912, con cesión de uso por parte del Ayuntamiento de Sóller desde 1999, e inaugurado en 2002.[7]
- Tossals Verds (Escorca), antigua posesión de montaña; inaugurado en 1995,[7] antes de la existencia de la ruta. Se cerró de dicie,mbre de 2013 a marzo de 2015 por restauración.[7]
- Son Amer (Pollensa), antigua posesión de montaña; adquirida en 1999 e inaugurada el 6 de septiembre de 2007.[7]
- Pont Romà (Pollensa), antiguo matadero de Pollensa; con cesión de uso por parte del Ayuntamiento de Pollensa desde 2005, año en que comenzaron las reforms, e inaugurado como refugio el 12 de noviembre de 2007.[7]

En las variantes:
- Hostatgeria del Castell d'Alaró (Alaró), gestionada por la Fundación Castillo de Alaró.
- Ses Porqueres de Galatzó (Calviá), cedidas por el Ayuntamiento de Calviá al Consejo Insular de Mallorca para su incorporación a la ruta el 23 de octubre de 2018, permanecen pendientes de rehabilitación.